# 404-я стрелковая дивизия
404-я стрелковая дивизия — воинское соединение Вооружённых Сил СССР в Великой Отечественной войне

## История
Сформирована в сентябре-октябре 1941 на Закавказском фронте в рамках реализации постановления ГКО СССР № 459сс от 11.08.1941 Сайт soldat.ru. После завершения формирования первоначально продолжала дислоцироваться в Закавказье. В действующую армию поступила 01.12.1941.
В рамках Керченско-Феодосийской десантной операции (26.12.1941-02.01.1942) соединение в составе Кавказского фронта высадилось в Крыму и в дальнейшем действовало там.
В ходе майского наступления германской 11-й армии на Керченском полуострове (8-20 мая 1942) действовала в составе 44-й армии. К моменту начала операции "Охота на дроф" находилась на крайнем левом фланге советского фронта, на берегу Феодосийского залива в районе села Седжеут (ныне — Южное). Попала в полосу удара 132-й пехотной дивизии. Оборонялась вместе с 39-й танковой бригадой. Дивизия была уничтожена и официально расформирована 14 июня 1942 года.

## Подчинение
- Закавказский фронт — с августа по сентябрь 1941 года
- Закавказский фронт, 44-я армия — с сентября по декабрь 1941 года
- Кавказский фронт, 44-я армия, 9-й стрелковый корпус — с декабря 1941 по январь 1942 года
- Крымский фронт, 44-я армия — с января по май 1942 года

## Состав
- 643-й стрелковый полк
- 652-й стрелковый полк
- 655-й стрелковый полк
- 961-й артиллерийский полк
- 187-й отдельный истребительно-противотанковый дивизион
- 189-я зенитная батарея (685-й отдельный зенитно-артиллерийский дивизион)
- 682-й миномётный дивизион
- 460-я разведывательная рота
- 679-й сапёрный батальон
- 849-й отдельный батальон связи
- 483-й медико-санитарный батальон
- 476-я отдельная рота химический защиты
- 341-я автотранспортная рота
- 248-я полевая хлебопекарня (112-й полевой автохлебозавод)
- 823-й дивизионный ветеринарный лазарет
- 1457-я полевая почтовая станция
- 728-я полевая касса Госбанка

## Командиры
- 15.08.1941 — 28.03.1942 Мотовилов, Пётр Павлович, полковник
- 29.03.1942 — 25.04.1942 Меньшиков, Михаил Иванович, полковник
- 26.04.1942 — 14.06.1942 Куропатенко, Дмитрий Семёнович, полковник